# Aromia malayana
Aromia malayana es una especie de escarabajo longicornio del género Aromia, tribu Callichromatini, subfamilia Cerambycinae. Fue descrita científicamente por Hayashi en 1977.

## Descripción
Mide 34 milímetros de longitud.

## Distribución
Se distribuye por Malasia.